# Wilsdruff
Wilsdruff település Németországban, azon belül Szászország tartományban. Lakosainak száma 14 613 fő (2023. december 31.). Wilsdruff Freital és Tharandt községekkel határos.

## Népesség
A település népességének változása:
| Lakosok száma | 14 140 | 14 217 | 14 474 | 14 551 | 14 613 |
|               | 2017   | 2019   | 2021   | 2022   | 2023   |